# Théophile de Bordeu
Théophile de Bordeu, nacido el 22 de febrero de 1722 en Izeste, (Béarn)y muerto el 23 de noviembre de 1776 en Bagnères-de-Bigorre, fue un médico francés y un representante importante del vitalismo. También fue autor de poesías en bearnés una variante del occitano.

## Biografía
Nacido en una familia bearnesa con varios médicos, Théophile de Bordeu estudió también medicina en Montpellier, donde se destacó muy pronto por su oposición a las doctrinas de Boerhaave que dominaban entonces, luego de lo cual pasó algunos meses en Pau donde descubrió el termalismo propio de los Pirineos. Con el apoyo de su primo Louis de Lacaze, médico ordinario de Luis XV, se hizo recibir en Paris y se estableció en esa ciudad.
Trabajó un tiempo en la Enfermería Real de Versalles dedicándose al mismo tiempo a estudios sobre el pulso, el tejido mucoso, las glándulas, las enfermedades crónicas y la historia de la medicina. En 1748, lanzó el termalismo pirenaico dirigiendo la cura del duque y la duquesa de Biron. Fue nombrado inspector de aguas termales de la generalidad de Auch e inspector de aguas de Barèges en año siguiente.
Bordeu fue médico de la condesa du Barry y amigo de Diderot. Influyó en sus ideas filosóficas sobre la sensibilidad, mediante sus investigaciones sobre el papel del sistema nervioso, la importancia de los nervios y la jerarquía funcional de los órganos. Redactó también un artículo para la Enciclopedia de ese filósofo, quien hizo de Bordeu un personaje de su "Sueño de D'Alembert".
Cayó enfermo en 1775, y en busca de cura volvió a sus Pirineos natales, pero en Bagnères-de-Bigorre (Bigorre) murió durante el sueño, lo que llevó a decir que la muerte le temía tanto que había tenido que tomarlo dormido.
Como difusor celoso que fue de nuevas ideas, tuvo vivos choques con muchos de sus colegas y llegó a estar prohibido durante un tiempo.
Bordeu se dedicó a probar que en las funciones vitales no todo puede explicarse simplemente por las leyes de la física o la química y que es necesario admitir la existencia de una fuerza especial ; él la denominó «sensibilidad» y atribuyó a cada órgano una sensibilidad propia.
Fue, con Paul Joseph Barthez, el fundador de la escuela vitalista, también llamada "doctrina médica de la Escuela de Montpellier".
Se le deben, en anatomía, descubrimientos importantes sobre el funcionamiento de las glándulas y la estructura de los tejidos, que abrieron el camino a Xavier Bichat.
En medicina práctica, insistió en la utilidad de las aguas minerales para la cura de la escrófula, sobre la necesidad de consultar el pulso y distinguir sus tipos y sobre las ventajas de las vacunas.

## Autor bearnés en lengua occitana
Théophile de Bordeu, originario del Béarn, hablaba de manera fluida la lengua de su país de origen, el bearnés. Su poema Aumatge (Homenaje), dedicado al Valle de Ossau, fue publicada en la antología de Vignancour Poésies béarnaises, junto a otros grandes autores en lengua bearnesa de los siglos XVIII y XIX.

## Obras
- Aquitaniae minerales aquae, Paris, Quillau, 1754.
- Correspondencia, Montpellier, Centro Nacional de la Investigación Científica, 1977-1979
- Homenaje al valle de Ossau, 1774.
- El empleo de las aguas de Barèges y del mercurio para el tratamiento de la escrófula: o disertación sobre los tumores escrofulosos, Paris, Debure, 1757
- Cartas que contienen ensayos sobre la historia de las aguas minerales del Béarn, sobre su naturaleza, diferencias y propiedades, sobre las enfermedades para las que convienen y sobre el modo en que debe servirse de ellas.
- Cartas que contienen ensayos sobre la historia de las aguas minerales del Béarn y de algunas de las provincias vecinas, Ámsterdam, Poppé libraires, 1746; con una segunda edición revisada y aumentada en 1748.
- Cartas inéditas, Burdeos, Bière, 1960
- Nuevas observaciones sobre el pulso intermitente, que indica el uso de purgantes, Paris, Vincent, 1761
- Obras completas precedidas de una noticia sobre su vida y sobre sus obras, Paris, Caille, 1818
- Resumen de observaciones sobre las aguas de Barèges y las otras aguas minerales de Bigorre y del Béarn, Paris, 1769
- Investigaciones anatómicas sobre la ubicación de las glándulas y sobre su acción, Paris, Quillau, 1751
- Investigaciones anatómicas sobre las articulaciones de los huesos del rostro, Paris, Imprimerie Royale, 1755
- Investigaciones sobre la historia de la medicina, Paris, G. Masson, 1882
- Investigaciones sobre el pulso en relación con las crisis, las que contienen las decisiones de muchos médicos sabios sobre la doctrina del pulso; ... se ha agregado una disertación nueva sobre los sudores críticos y su pulso, Paris, P. Fr. Didot jeune, 1779-1786
- Investigaciones sobre el pulso en relación con las crisis, Paris, Didot, jeune, 1772
- Investigaciones sobre el tejido mucoso : o el órgano celular y sobre algunas enfermedades del pecho, Paris, Didot le jeune, 1767
- Investigaciones sobre el tejido mucoso : o el órgano celular y sobre algunas enfermedades del pecho, Paris, Didot le jeune, 1790
- Investigaciones sobre las enfermedades crónicas : sus relaciones con las enfermedades agudas, sus períodos, su naturaleza y sobre la manera en que se las trata en las aguas minerales de Barèges y otras fuentes de Aquitania, Paris, Gabon : J.A.
- Investigaciones sobre algunos puntos de historia de la medicina: que pueden tener vinculación con el fallo de la Gran Cámara del Parlamento de Paris relacionado con las vacunas y que parece favorable a la tolerancia de esta operación, Liège : [s.n.], 1764
- Investigaciones sobre algunos puntos de historia de la medicina: que pueden tener vinculación con el fallo de la Gran Cámara del Parlamento de Paris relacionado con las vacunas y que parece favorable a la tolerancia de esta operación, Paris, Rémont, 1764
- Tratado de medicina teórica y práctica, Paris, Ruault, 1774